# Neobola nilotica
 Neobola nilotica és una espècie de peix cipriniforme de la família dels ciprínids.